# Michael Hugh Morgan
Michael Hugh Morgan, CMG (* 18. April 1925; † 4. Dezember 2012) war ein britischer Diplomat, der unter anderem von 1977 bis 1981 Hochkommissar in Sierra Leone  sowie zwischen 1981 und 1985 Botschafter auf den Philippinen war.

## Leben
Michael Hugh Morgan absolvierte nach dem Besuch der 1552 gegründeten Shrewsbury School ein Studium am Downing College der University of Cambridge. Während des Zweiten Weltkrieges trat er in die Nachrichtendiensttruppe (Intelligence Corps) der British Army ein und wurde am 13. März 1945 als Sergeant zum Leutnant (Second Lieutenant) befördert. 1946 war er bei Her Majesty’s Overseas Civil Service in Malaysia beschäftigt. Im Rahmen einer sogenannten „Emergency Commission“ im Militärdienst wurde er am 1. Januar 1949 zum Oberleutnant (Lieutenant) befördert. Nach seinem Ausscheiden aus dem aktiven Militärdienst absolvierte er ein postgraduales Studium an der School of Oriental and African Studies der Universität London und trat am 3. September 1956 als Beamter in den diplomatischen Dienst (Officer Branch A HM Diplomatic Service) des Außenministeriums (Foreign Office) ein. In den folgenden Jahren fand er verschiedene Verwendungen im Außenministerium sowie an Auslandsvertretungen wie 1957 als Botschaftssekretär Erster Klasse an der Botschaft in der Volksrepublik China sowie 1960 an der Botschaft in der Sozialistischen Föderativen Republik Jugoslawien. Er war vom 13. April bis September 1964 zu Leyland Motors abgeordnet.
Morgan war zwischen 1968 und 1972 Botschaftsrat und Kanzler (Counsellor and Head of Chancery) der Botschaft in Südafrika sowie im Anschluss von 1972 bis 1975 Botschaftsrat an der Botschaft in der Volksrepublik China. Als solcher wurde er am 10. Mai 1972 in Personalunion auch Generalkonsul in Peking. Nach seiner Rückkehr war er zwischen 1975 und 1977 Inspekteur im Außenministerium (Home Inspector, Foreign and Commonwealth Office).
1977 trat Michael Morgan die Nachfolge von David Roberts als Hochkommissar in Sierra Leone an und bekleidete diesen Posten bis 1981, woraufhin er von Terence O’Leary abgelöst wurde. Für seine Verdienste in dieser Zeit wurde er am 3. Juni 1978 Companion des Order of St Michael and St George (CMG). Zuletzt wurde er am 9. April 1981 als Nachfolger von William Bentley Botschafter auf den Philippinen. Er verblieb auf diesem Posten bis zum Erreichen der Altersgrenze von 60 Jahren 1985 und wurde daraufhin Robin McLaren abgelöst. Aus seiner 1957 geschlossenen Ehe mit Julian Bamfield gingen zwei Söhne hervor.